# فرناند فويسي
فرناند فويسي (بالفرنسية: Fernand Foisy)‏‏ ( 16 يونيو 1934 - 1 سبتمبر 2018) هو كاتب ونقابي من كيبك.